# 13 Pułk Strzelców Polskich (AP we Francji)
13 Pułk Strzelców Polskich (13 psp) – oddział piechoty piechoty Armii Polskiej we Francji.

## Formowanie i zmiany organizacyjne
Pułk został sformowany w grudniu 1918 roku w składzie 4 Dywizji Strzelców Polskich. W lutym 1919 roku pułk został podporządkowany pod względem organizacyjnym dowódcy Armii Polskiej we Francji, a pod względem operacyjnym i administracyjnym dowódcy grupy wojsk w południowej Rosji, francuskiemu generałowi Louis Franchet d’Espérey.
W lipcu 1919 roku 13 pułk strzelców polskich połączył się z 28 pułkiem piechoty „Dzieci Łódzkich”, a w sierpniu nowo sformowanemu pułkowi nadano nazwę 28 pułk Strzelców Kaniowskich.

## Kadra pułku
- ppłk Franciszek Sikorski[1][4] – dowódca pułku
- mjr Maksymilian Milan-Kamski – dowódca batalionu
- plut. Ernest Angelo – dowódca plutonu i szef kompanii